# گون آسا (سرده)
گون آسا (سرده) (نام علمی: Oxytropis) نام یک سرده از زیرخانواده باقالی‌ها است.